# Teatro Urquiza de Montevideo
El Teatro Urquiza, fue un antiguo y desaparecido teatro de Montevideo, inaugurado en 1905 y destruido por un incendio en 1971. En su antigua ubicación, se emplaza desde 2009 el Auditorio Nacional Doctora Adela Reta.

## Historia

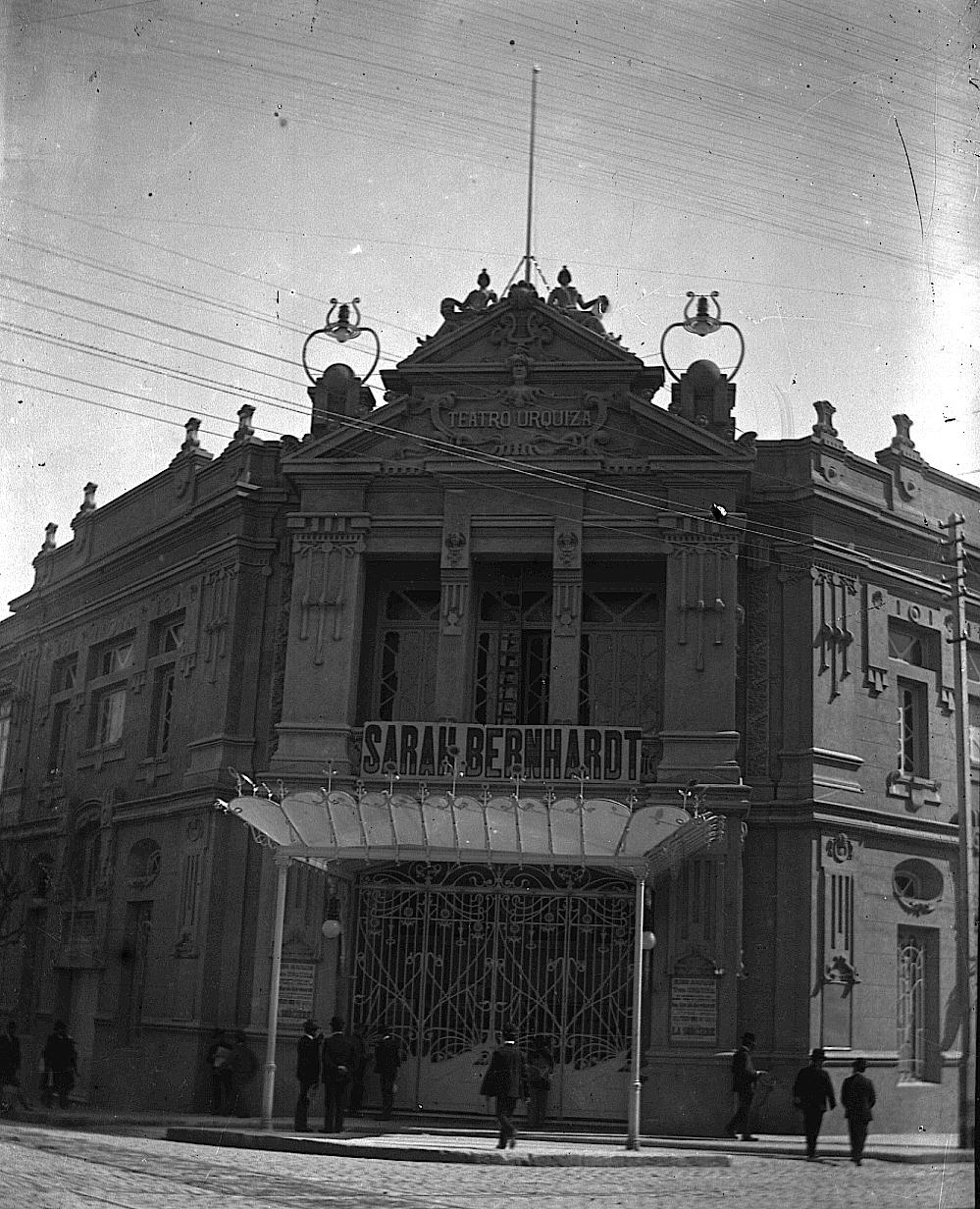
Teatro Urquiza, días antes de su inauguración anunciando la llegada de Sarah Bernhardt

Fue construido en 1902 por encargo del empresario  Justo J. de Urquiza, el proyecto estuvo a cargo del ingeniero militar Guillermo West y del arquitecto Horacio Acosta y Lara. El edificio, de estilo art nouveau, fue inaugurado el 5 de septiembre de 1905. El primer espectáculo, contó con la participación de la actriz francesa Sarah Bernhardt, en la obra La Sorciére de Victorien Sardou.
Estaba ubicado en una esquina privilegiada de la ciudad de Montevideo, con el pasar del tiempo se convirtió en la segunda sala más importante del país, luego del Teatro Solis. Por su escenario pasaron artistas como Enrique Carusso, Luigi Pirandello, Justino Zavala Muñiz, Carlos Gardel y Margarita Xirgu, entre otros.

## Estudio Auditorio

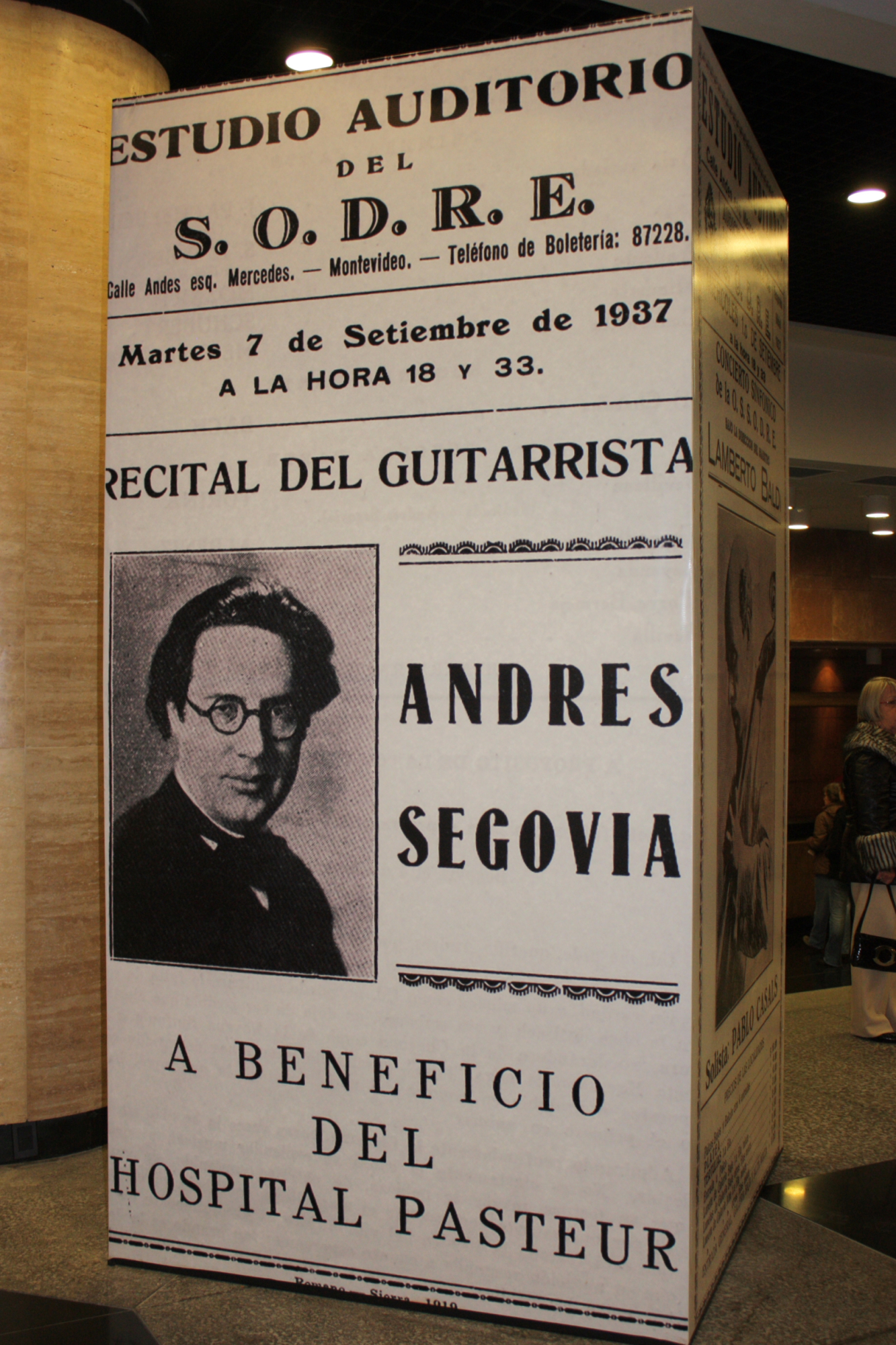
Presentación de Andrés Segovia en el Estudio Auditorio, 1937.

En el 29 de diciembre de 1929 con la creación del Servicio Oficial de Difusión, Representaciones y Espectáculos (SODRE), el estado solicitó la expropiación para convertirlo en su sede. En 1931 el SODRE empezó a funcionar en sus instalaciones, y lo convirtió en su principal Estudio Auditorio, en donde se ubicaron los estudios de las emisoras oficiales, una sala cinematográfica para el cine arte y la sala principal para los espectáculos de los cuerpos estables.[cita requerida]
El 18 de septiembre de 1971 un incendio azotó el edificio con graves destrozos, ocasionando su cierre y posterior demolición. Después de casi cuarenta años, en 2009, el SODRE inauguró el Auditorio Nacional Doctora Adela Reta.[cita requerida]